# Skubiaty
Skubiaty (lit. Skubėtai) − wieś na Litwie, w rejonie solecznickim, 8 km na północ od Solecznik, zamieszkana przez 81 ludzi. Przed II wojną światową w Polsce, w powiecie wileńsko-trockim województwa wileńskiego.